# 索諾尼奧

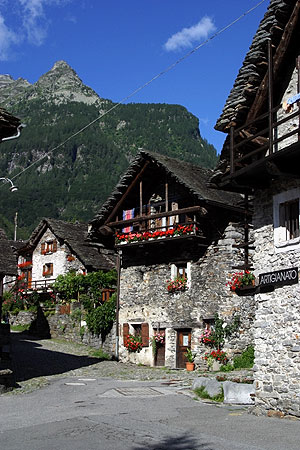

索諾尼奧是瑞士的城鎮，位於該國南部，由提契諾州負責管轄，面積37.52平方公里，海拔高度919米，2011年人口95，八成半人口信奉羅馬天主教，人口密度每平方公里3人。

## 外部連結
- Official website （意大利文）
- SonognOnline[永久]
- Sonogno.com
- Genealogical database of names in Sonogno